# Devana

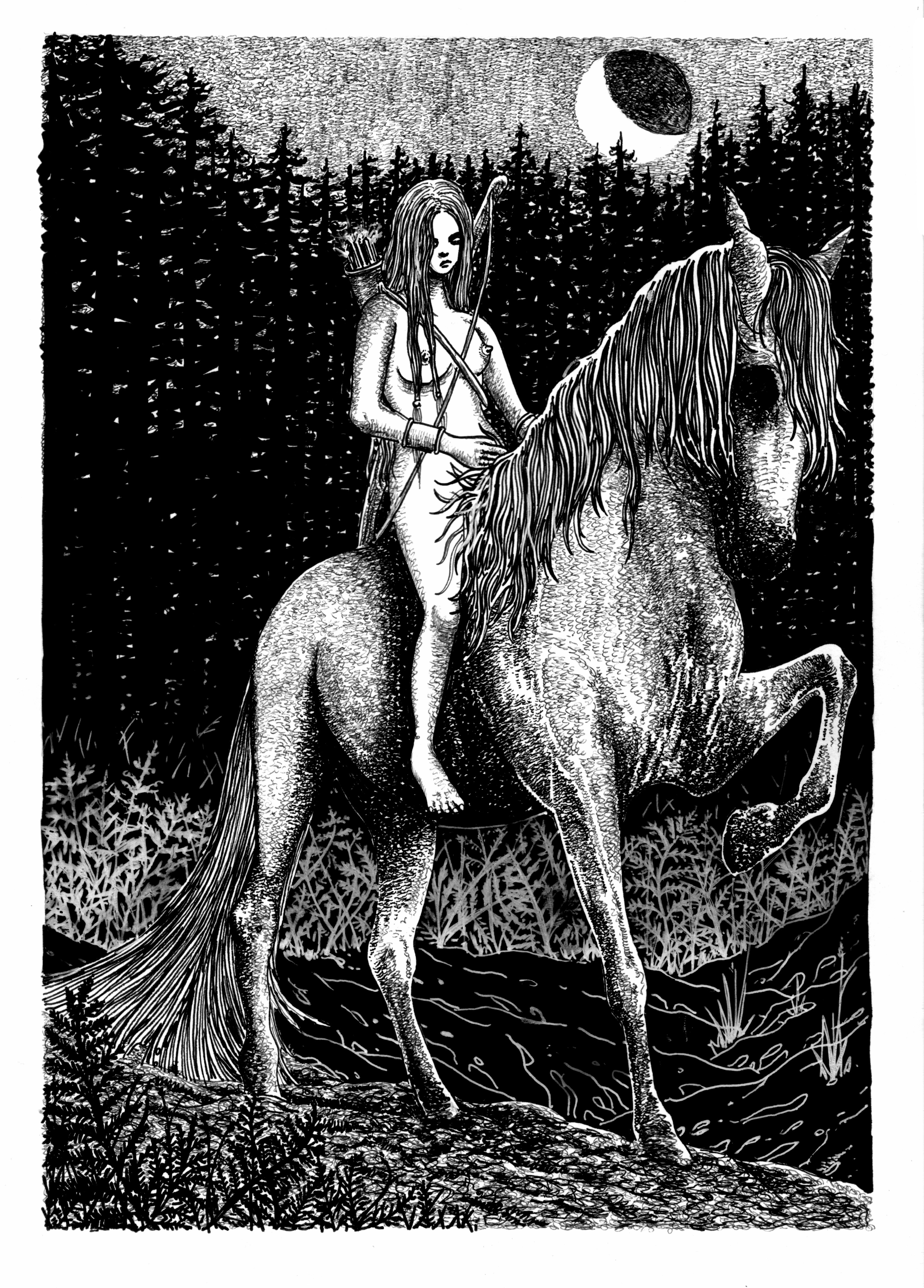
Devana d'Andy Paciorek

Devana ou Dziewona est, selon le point de vue de l'historien polonais Jan Długosz dans les Annales seu cronici incliti regni Poloniae (Histoire de la Pologne) au XVe siècle,  l'équivalent slave de la déesse romaine Diane. Son nom, bien que similaire à celui de Diane, est apparemment dérivé du mot slave signifiant "vierge" ou "jeune fille" (deva, dziewica). Cependant, la plupart des chercheurs contemporains ne considèrent pas Annales seu cronici incliti regni Poloniae comme une source fiable en ce qui concerne la mythologie slave et ont des doutes sur l'existence d'une telle déesse dans le panthéon slave.
L'objet transneptunien (471143) Dziewanna porte son nom.